# Vizastar
Vizastar war das erste integrierte Softwarepaket für den Commodore 64 Heimcomputer. Zum Zeitpunkt seiner Einführung war es das einzige Paket für den C64 mit Funktionen, die mit Lotus 1-2-3 vergleichbar sind, einschließlich Tabellenkalkulations-, Datenbank- und Grafikkomponenten. Es war in der Lage, Dateien zwischen der Datenbank und den Tabellenkalkulationskomponenten aufzuteilen oder zusammenzuführen, und konnte den Bildschirm in bis zu neun Fenster aufteilen.
Um die etwas begrenzte Speicherkapazität des C64 beim Ausführen komplexer Software zu verringern, wurde Vizastar als Steckmodul mit zusätzlichen 4K RAM ausgeliefert, welches auch als Kopierschutz diente. Dadurch konnte das Programm, im Gegensatz zu vielen kopiergeschützten Paketen, mit Diskettenlaufwerken von Drittanbietern für den C64 wie Indus GT und MSD Super Disk (von MSD Systems) kompatibel bleiben. Es wurden serielle Commodore-Drucker sowie RS-232- und Centronics-Drucker mit der entsprechenden Schnittstelle unterstützt.
Die Tabelle hatte eine maximale Größe von 1000 Zeilen mal 64 Spalten oder 64.000 Zellen. Da jedoch nach dem Laden des Programms nur noch etwa 10.000 Zellen verfügbar waren, konnten nicht alle Zellen verwendet werden. Die zusätzlichen Zellen boten Flexibilität bei den Abmessungen der Tabelle. Das Tabellenkalkulationsmodul verfügte über eine Makrofunktion, mit der eine Reihe von Befehlen gleichzeitig ausgeführt werden konnten.
Die Datenbank hatte eine Kapazität von 1200 Feldern, die jeweils 124 Zeichen enthalten konnten. Um den Speicherbedarf des Programms gering zu halten, musste eine Datenbank in das Tabellenkalkulationsmodul exportiert werden, um sie zu sortieren.
Es wurde später auf den Commodore 128 portiert.

## Rezeption
Commodore Power/Play gab an, dass Vizastar so viel Power in den 64 packt, dass es kaum zu glauben ist, dass Sie ihn auf einem 64K-Computer ausführen. Die Tester stimmte der Geschwindigkeit der Software, der hervorragenden Dokumentation und der Verwendung von Fenstern zur Anzeige mehrerer Teile eines Dokuments zu. Er schloss: Ich... konnte keine größeren Schwächen feststellen. Es scheint ein vorwurfsloses 64-Bewerbungsprogramm zu sein... Vizastar ist ein All-Star!.
Compute!'s Gazette sagte: Es gibt nichts Vergleichbares wie Vizastar 128 für den Commodore 128... Jede Anwendung, wenn sie separat erhältlich ist, wäre ein gutes, solides Programm. Das Magazin kam zu dem Schluss, dass es ein Juwel eines Programms und so nah wie möglich an Lotus 1-2-3 für den Commodore 128 ist.
Info Magazine sagte über Vizastar 128: Trotz kleinerer Macken ist dies ein kraftvolles Programm mit wenigen Kompromisse, die normalerweise mit integrierten Programmen verbunden sind. Das Magazin fügte hinzu, wenn das Unternehmen es mit Vizawrite Classic kombinieren könnte, würde es zum AppleWorks für den Commodore 128 werden.